# Acacia pravissima
Acacia pravissima — вид квіткових рослин з родини бобових. Ареал: Австралія (Австралійська столична територія, Новий Південний Уельс, Вікторія).

## Середовище
Місцево поширений біля струмків і на вологих захищених місцях у гірських лісах.

## Біоморфологічна характеристика
Acacia pravissima — кущ або невелике дерево (3–8 метрів). Має тонкі, розлогі або витончено вигнуті гілки. Філодії скучені, на коротких виступах стебла, зазвичай трикутні, зелені або сіро-зелені. Цвіте: вересень–жовтень.

## Використання
Цей вид використовується в культурі.